# Peters SSCC Maxima
Der SSCC Maxima, auch als Super Saimax bezeichnet, ist ein Mehrzweckfrachtschiffstyp der niederländischen Werft Peters in Kampen. Von 2004 bis 2010 lieferte das Unternehmen 14 Schiffe dieser Baureihe ab.

## Geschichte

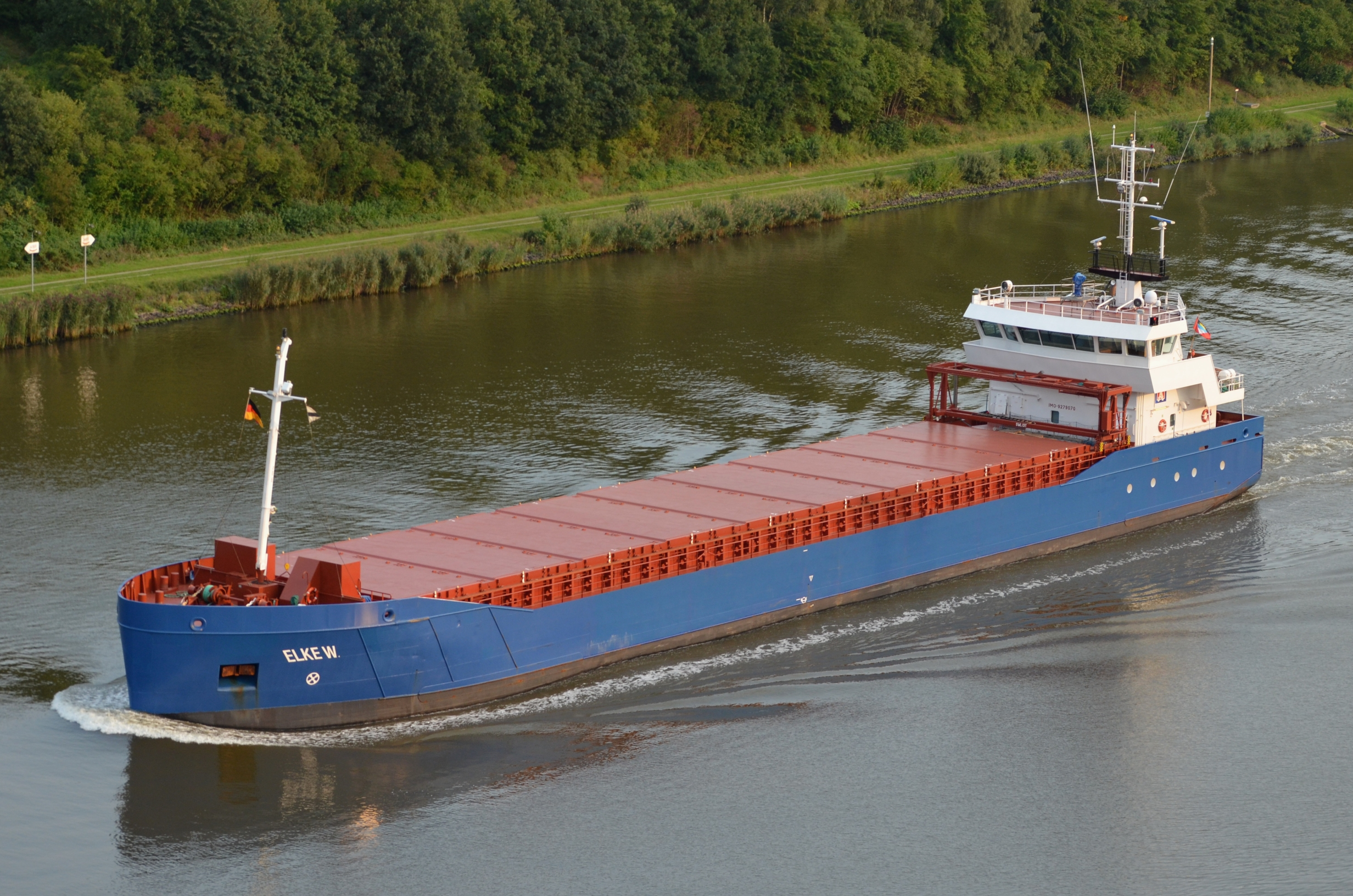
Die Elke W (ehemals Stern)

Der SSCC Maxima (verkürzt für Short Sea Container Carrier Maxima) wurde Anfang der 2000er Jahre von der Scheepswerf Peters als Küstenmotorschiff mit Saimax-Abmessungen konzipiert. Zunächst gingen sieben Bestellungen von verschiedenen niederländischen Reedereien ein.
Der Bau der Einheiten begann im Juni 2002. Das Typschiff Susanne, dessen Stapellauf am 8. November 2003 erfolgte und das am 9. Januar 2004 an die Reederei Scheepvaartbedrijf van Dam abgeliefert wurde, ist der einzige SSCC Maxima, der komplett in den Niederlanden entstanden ist. Die Kaskos der anderen Schiffe wurden auf der tschechischen Werft Československá plavba labská (ČSPL) in Děčín sowie auf der kroatischen Werft Leda (Shipyard Leda d.o.o.) in Korčula gebaut. Die Endfertigung und Ausrüstung der Neubauten erfolgte in den Niederlanden.
Von 2004 bis 2007 wurden sieben weitere Einheiten auf Kiel gelegt, darunter die Adamas, die als letztes Schiff der Baureihe am 19. Februar 2010 an die Reederei van Donderen in Delfzijl ging. Alle SSCC Maxima kamen für die Reederei Wagenborg in Fahrt, die auch die meisten von ihnen bis heute bereedert (Stand November 2021). Einige Schiffe wurden bereits nach kurzer Einsatzdauer weiterverkauft. Hierzu zählen die Iselmar und Stern, die 2005 bzw. 2007 als Egon W und Elke W an die Hamburger Reederei André Wieczorek gingen.

## Technik

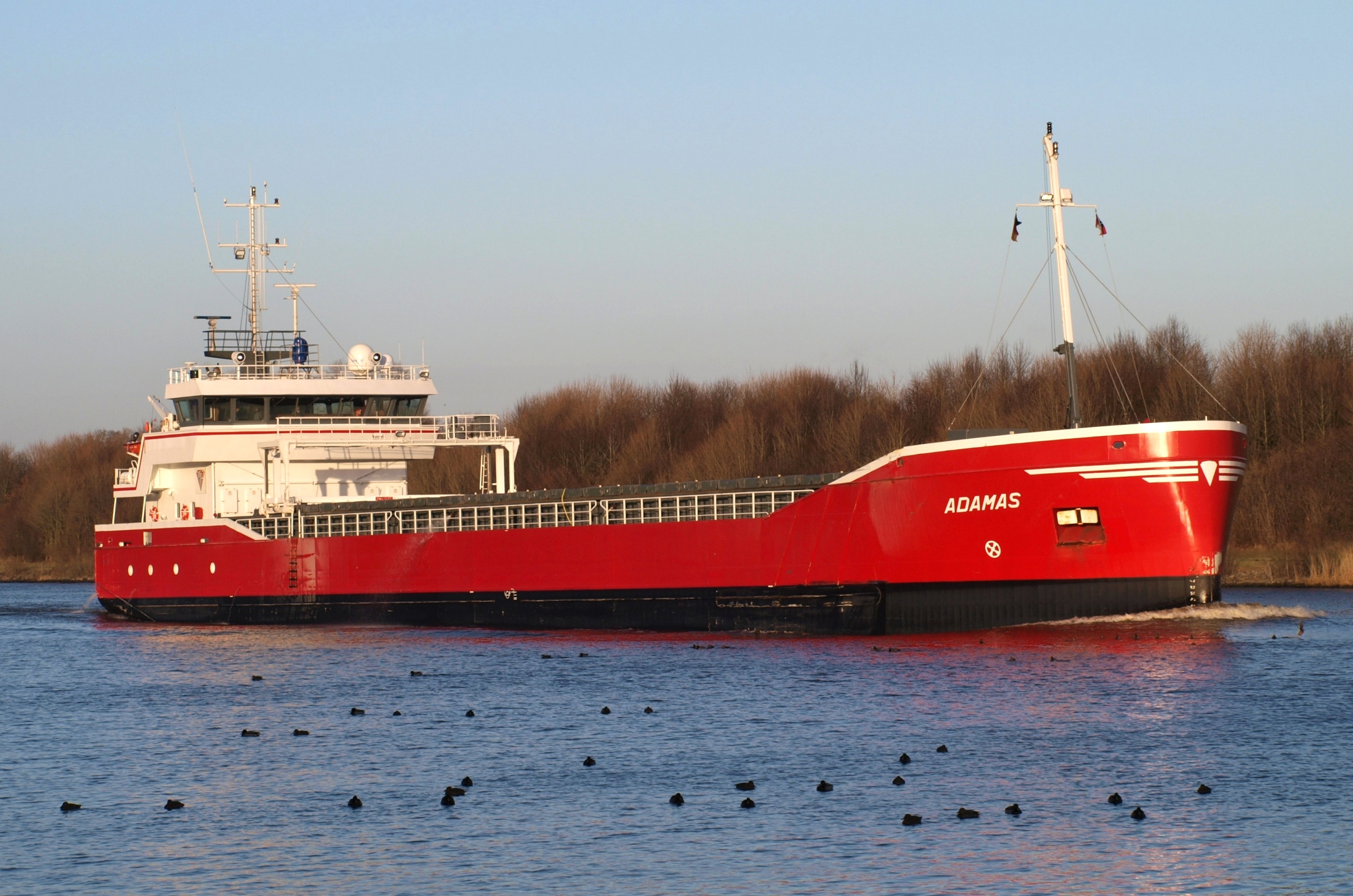
Die Adamas, das letzte Schiff der Baureihe

Der SSCC Maxima hat als Saimax-Schiff eine Gesamtlänge von 82,50 m (80,70 m Lpp) und eine Breite von 12,50 m. Seine Höhe vom Kiel bis zum Hauptdeck beträgt 8,00 m. Die Schiffe besitzen einen steilen Steven ohne Wulstbug. Die Rümpfe sind verstärkt und erfüllen die finnisch-schwedische Eisklasse 1C. Die vier letztgebauten SSCC Maxima erhielten zusätzliche Verstärkungen am Bug. Sie wurden vom Bureau Veritas keiner finnisch-schwedischen Eisklasse zugeordnet, sondern mit dem Klassenzusatzzeichen Young Ice 1 eingetragen.
Die ersten Schiffe der Serie sind bei Ablieferung mit 2.409 BRZ, 814 NRZ und einer maximalen Tragfähigkeit von 3.217 dwt bei 4,85 m Tiefgang vermessen worden. Die Vermessung der später gebauten SSCC Maxima erfolgte mit 2.409 BRZ, 993 NRZ und rund 3.680 dwt bei maximal 5,35 m Tiefgang. Die vier letzten Einheiten wurden mit 2.409 BRZ, 1.034 NRZ, 3.754 dwt und 5,46 m Tiefgang registriert. Bei dem im Saimaa-Kanal maximal zulässigen Tiefgang von 4,35 m beträgt die Tragfähigkeit der Schiffe 2.600 dwt.
Der SSCC Maxima verfügt über einen 54,60 m langen, 10,30 m breiten und 8,15 m hohen Laderaum mit einem Rauminhalt von 4.583 m³. Der Raum kann durch zwei bewegliche Schotten in drei Abschnitte unterteilt werden, wodurch ein gleichzeitiger Transport von verschiedenen Ladungen möglich ist. Die Schiffe sind mit Pontonlukendeckel ausgerüstet, die mit 1,6 t/m² belastet werden können. Das Anheben und Versetzen der Deckel erfolgt mit einem Lukenwagen. Die Tankdecke ist zum Transport von Schwergut verstärkt und für eine Belastung von 15 t/m² ausgelegt. Die Schiffe können bis zu 132 20-Fuß-Standardcontainer (TEU) stauen, davon 36 TEU an Deck. Alternativ ist ein Beladung mit 48 40-Fuß-Containern (FEU), davon 16 FEU an Deck, plus 9 TEU an Deck möglich.
Die Schiffe werden von einem Zwölfzylinder-Viertakt-Dieselmotor des Herstellers Caterpillar angetrieben, der auf einen Verstellpropeller wirkt. Verbaut wurden Motoren der Typen 3512 DI-TA mit 749 kW und 3512 BHD-DITA mit 1.249 kW Leistung. Für An- und Ablegemanöver verfügt der SSCC Maxima über ein elektrisch angetriebenes Bugstrahlruder mit einer Leistung von 220 kW. An Bord befinden sich ein Dieselgenerator zur Stromerzeugung und ein Notgenerator.

## Die Schiffe
| SSCC Maxima | SSCC Maxima | SSCC Maxima | SSCC Maxima                       | SSCC Maxima                           | SSCC Maxima                                                                    | SSCC Maxima |
| Bauname | Bau- nummer | IMO- Nummer | Kiellegung Stapellauf Ablieferung | Auftraggeber                          | Umbenennungen und Verbleib                                                     |             |
| --- | ----------- | ----------- | --------------------------------- | ------------------------------------- | ------------------------------------------------------------------------------ | ----------- |
| Susanne | 1001        | 9279006     | 27.06.2002 08.11.2003 09.01.2004  | Jan H. M. van Dam, Spijk              | so 2025 in Fahrt                                                               |             |
| Iselmar | 1002*       | 9279018     | 27.06.2002 29.05.2004 17.11.2004  | Roelof Henricus Oldekamp, Kampen      | 2005 Egon W → 2023 Sparborg, so 2025 in Fahrt                                  |             |
| Bestevaer | 1003*       | 9279020     | 27.06.2002 09.10.2004 02.03.2005  | Adrianus Gerardus Maria, Peperkamp    | 2006 Olvar → 2015 Fluvius Teign → 2022 Hanne → 2023 Ingrid B, so 2025 in Fahrt |             |
| Marietje Deborah | 1004**      | 9279032     | 27.06.2002 xx.03.2005 21.04.2005  | Hendrik Jan Danser, Delfzijl          | 2012 Annika Benita → 2017 Marietje Hester, so 2025 in Fahrt                    |             |
| Merel V | 1006*       | 9279056     | 27.06.2002 29.01.2005 15.06.2005  | Henk und Jacqueline Veltman, Delfzijl | 2023 Vlierborg, so 2025 in Fahrt                                               |             |
| Diamant | 1007*       | 9279068     | 27.06.2002 28.05.2005 19.10.2005  | Klaas van Donderen, Delfzijl          | 2010 Noorderlicht → 2019 Lindeborg, so 2025 in Fahrt                           |             |
| Marietje Benita | 1005**      | 9279044     | 27.06.2002 09.09.2005 02.01.2006  | Hendrik Jan Danser, Delfzijl          | 2009 Eidsvaag Sirius, so 2025 in Fahrt                                         |             |
| Stern | 1008*       | 9279070     | 23.12.2004 06.10.2005 01.03.2006  | Roelof Henricus Oldekamp, Kampen      | 2007 Elke W → 2023 Laurierborg, so 2025 in Fahrt                               |             |
| Andrea | 1009**      | 9350939     | 23.12.2004 11.06.2006 08.11.2006  | Jan H. M. van Dam, Spijk              | so 2025 in Fahrt                                                               |             |
| Carolina | 1010**      | 9382748     | 28.04.2006 04.08.2007 14.02.2008  | Jan H. M. van Dam, Spijk              | so 2025 in Fahrt                                                               |             |
| Panta Rhei | 1015*       | 9489522     | 11.12.2007 06.11.2008 17.04.2009  | Lars But, Vlissingen                  | 2022 Plataanborg, so 2025 in Fahrt                                             |             |
| Kelt | 1016*       | 9489534     | 11.12.2007 14.03.2009 14.08.2009  | Anton D. van der Velde, Groningen     | 2022 Denborg, so 2025 in Fahrt                                                 |             |
| Cristina | 1017*       | 9489546     | 11.12.2007 20.06.2009 29.10.2009  | W. Doorduin, Kampen                   | 2021 Larixborg, so 2025 in Fahrt                                               |             |
| Adamas | 1018*       | 9489558     | 11.12.2007 19.09.2009 19.02.2010  | Klaas van Donderen, Delfzijl          | so 2025 in Fahrt                                                               |             |
| Baunummer mit * = Rumpf wurde auf der Werft Leda in Kroatien gebaut Baunummer mit ** = Rumpf wurde auf der Werft ČSPL in Tschechien gebaut Daten: Stichting Maritiem Historische Databank, Miramar Ship Index |             |             |                                   |                                       |                                                                                |             |